# اریک اسپیر
اریک اسپیر (انگلیسی: Eric Spear؛ ۱۸ آوریل ۱۹۰۸ – ۳ نوامبر ۱۹۶۶) یک موسیقی‌دان و آهنگساز اهل بریتانیا بود.
از فیلم‌ها یا مجموعه‌های تلویزیونی که وی در آن‌ها نقش داشته‌است می‌توان به با آقای کالاهان آشنا شوید، کرکس، کلید و خیابان کورونیشن اشاره نمود.